# Cymodusopsis townesorum
Cymodusopsis townesorum är en stekelart som beskrevs av Sanborne 1990. Cymodusopsis townesorum ingår i släktet Cymodusopsis och familjen brokparasitsteklar. Inga underarter finns listade i Catalogue of Life.